# Lil Nas X
Монтеро Ламар Хил (енгл. Montero Lamar Hill; Литија Спрингс, 9. април 1999), познат под својим уметничким именом Lil Nas X, амерички је репер, певач и текстописац. Прославио се објављивањем свог кантри реп сингла „Old Town Road”, који је почетком 2019. године остварио виралну популарност, пре него што се попео на музичке лествице на међународном нивоу и постао дијамантски сертификован до новембра исте године.
„Old Town Road” провео је 19 недеља на врху лествице , поставши песма са најдужим периодом као број један од када је та лествица дебитовала 1958. године. Објављено је неколико ремикса песме, од којих је најпопуларнији са кантри певачем, Билијем Рејом Сајрусом. Lil Nas X аутовао се као геј док је „Old Town Road” био на врху Hot 100-а, поставши једини извођач који је то урадио док је имао песму број један.
Након успеха „Old Town Road”-а, Lil Nas X је објавио свој дебитантски EP, назван 7, који је изнедрио још два сингла⁠, при чему се „Panini” нашао на петом место, а „Rodeo” (са Карди Би или Насом) на 22. месту на Hot 100-у. Његов дебитантски албум, Montero, садржи синглове који су се нашли на врху лествице, „Montero (Call Me by Your Name)” и „Industry Baby” (са Џеком Харлоуом), као и сингл међу првих десет, „Thats What I Want”.
Lil Nas X био је најноминованији мушки извођач на 62. додели Гремија, где је на крају освојио награде за најбољи музички видео и најбољи поп дуо/групни наступ. „Old Town Road” зарадио му је две МТВ видео музичке награде, као што је песма године, и Америчку музичку награду за најбољу реп/хип хоп песму; први је отворено ЛГБТ црначки извођач који је освојио награду Country Music Association-а. Time га је 2019. прогласио за једног од 25 најутицајнијих људи на интернету, а 2020. га је Forbes уврстио у списак 30 Under 30.

## Младост и образовање
Монтеро Ламар Хил рођен је 9. априла 1999. године у Литија Спрингсу, малом граду изван Атланте. Име је добио по Mitsubishi Montero-у. Његови родитељи су се развели када је имао шест година, а он се са мајком и бабом населио у стамбени пројекат Банкхед кортс. Три године касније, преселио се код свог оца, госпел певача, у северном Остелу. Иако у почетку није желео да оде, касније је то сматрао важном одлуком: „Толико се срања дешава у Атланти—да сам остао тамо, упао бих у погрешну гомилу.” Почео је „много користити интернет отприлике у време када су мимови почели да постају сопствени облик забаве”; отприлике када је имао 13 година.
Већи део тинејџерских година провео је сам и окренуо се ка интернету, „посебно Twitter-у, стварајући мимове који су показали његову разоружавајућу духовитост и памет о поп-култури.” У тинејџерским годинама такође се борио са тим што се аутовао као геј; молио се да је то само фаза, али је прихватио то са 16 или 17 година. Почео је да свира трубу у четвртом разреду и то је био први председник у средњој школи, али је одустао из страха да не изгледа некул.
Хил је похађао средњу школу Литија Спрингс, коју је завршио 2017. Потом се уписао на Универзитет у западној Џорџији, смер информатика, али га је напустио након годину дана да би започео музичку каријеру. За то време, остао је са сестром и издржавао се послом у ресторанима Zaxby's и тематском парку Six Flags Over Georgia. У септембру 2019. године, поново је посетио своју средњу школу како би извео концерт изненађења.

## Каријера

### 2015—2017: Интернет личност
Хил је рекао да је почео да се изолује од „активности ван часова” током тинејџерских година. Провео је велику количину времена на интернету у нади да ће стећи пратиоце као интернет личност, како би оглашавао свој рад, али није био сигуран на шта да се креативно фокусира. У интервјуу за Rolling Stone изјавио је: „Правио сам хумористичке видео-записе на Facebook-у, а затим сам прешао на Instagram, а затим на Twitter... где сам заиста био мајстор. То је било прво место где сам могао постати виралан.” Такође је на објављивао хумористичке видео-записе кратког формата на Facebook-у и Vine-у.
Током овог периода, наводно је и створио и водио фан-налоге о Ники Минаж на Twitter-у, укључујући и један под именом „@NasMaraj”, према истрази часописа New York. Овај налог је 2017. године привукао пажњу својим интерактивним „сценаријима” у стилу брзе фантастике, популаризованим на Twitter-у, помоћу апликације за надзорну плочу, TweetDeck. Истрага је повезала @NasMaraj са праксом „Tweetdecking”-коришћењем више налога, како би одређени твитови вештачки постали вирални. Twitter је суспендовао налог @NasMaraj због „кршења смерница за спам”. Након суспензије @NasMaraj-а, истрага часописа New York закључила је да је накнадно отворио нови налог под именом „@NasMarai”, и да је његов тренутни налог на Twitter-у у то време била преименована верзија налога „@NasMaraj”. Након што су медијски извештаји повезали Lil Nas X-а са налозима обожавалаца Минажеве, он је те извештаје назвао „неспоразумом”, чиме је практично порекао да је водио налоге. Међутим, у мају 2020, Lil Nas X је у твиту признао да је обожавалац Ники Минаж. Објаснио је зашто је то првобитно негирао, наводећи да би људи, када би сазнали да је њен обожавалац, мислили да је геј: „Људи ће претпоставити да сте геј уколико имате читаву фан-страницу посвећену Ники, а реп музичка индустрија још увек није изграђена да прихвати геј мушкарце”. Дана 17. јуна 2020. године, Минаж је одговорила Nas-у, твитиујући „Било је помало убодно када си порицао да си барб, али разумем. Честитам ти на изградњи самопоуздања да говориш своју истину”. Lil Nas се извинио Минажевој, рекавши да се „осећао много лоше, надајући се да неће видети порицање”. Касније, у чланку часописа The New York Times Magazine, чињеница да је он заправо био власник налога @NasMaraj, наизглед потврђена и додатно потврђена у музичком споту за „Sun Goes Down”, који приказује многе борбе Lil Nas X-а током одрастања као затворени тинејџер који прихвата своју сексуалност, виђен како твитује са налога док је у средњој школи.
Крајем 2018. године, Lil Nas X почео је стварање музике као пут ка успеху, када је почео да пише и снима песме у свом ормару. Усвојио је име Lil Nas X, из поштовања према реперу Насу. Крајем октобра 2018, случајно је чуо ритам који ће постати „Old Town Road”.

### 2018—2019: Пробој с песмом „” и7
је 3. децембра 2018. године објавио кантри реп песму, „Old Town Road”. Бит за песму је купио анонимно у интернет-продавници од холандског продуцента, YoungKio-а, за 30 долара; семпл је песме музичке групе Nine Inch Nails, „34 Ghosts IV”, са њиховог шестог албума, Ghosts I–IV (2008). Снимио је у „скромном” студију у Атланти, CinCoYo, по њиховом плану „уторком од 20 долара” за мање од сат времена.  почео је да прави мимове за промоцију песме, пре него што су је узели корисници друштвеног медија кратких видео-записа, TikTok-а. TikTok охрабрује својих 500 милиона глобалних корисника на „бесконачну имитацију”, при чему видео-записи генеришу копије обично користећи исту музику; „махнито гомилање садржаја апликације ...делује као моћан инкубатор за виралне музичке хитове.” Lil Nas X проценио је да је направи око 100 мимова да би је промовисао; песма је постала вирални хит почетком 2019. године због мима #Yeehaw Challenge на TikTok-у. Милиони корисника објавили су видео-записе на којима су обучени као каубој или каубојка, а већина видеа #yeehaw користи песму за свој саундтрек; од јула 2019. виђени су више од 67 милиона пута. Још једна основна публика везана за друштвене медије су деца која су скривена у статистици одраслих слушалаца. Quartz.com каже да песма свакако дугује део свог успеха тој демографској групи, и напомиње да их привлачи што се понавља, лако певуши уз њу, и што користи текст о јахању коња и вожњи трактора, са чиме се деца могу повезати. Дебитовала је на 83. месту лествице Billboard Hot 100, а касније се попела на број један. Песма је такође дебитовала на лествици Hot Country Songs на 19. и Hot R&B/Hip-Hop Songs на 36. месту. После „интензивног рата надметања”, Lil Nas X потписао је у марту 2019. уговор са Columbia Records-ом. Billboard је у марту 2019. контроверзно уклонио песму са лествице Hot Country Songs, рекавши Rolling Stone-у:
Применом одређивања жанрова, испитује се неколико фактора, али пре свега музичка композиција. Док „Old Town Road” садржи референце на кантри и каубојске слике, не обухвата довољно елемената данашње кантри музике да би се у својој тренутној верзији нашао на лествици.
По мишљењу Роберта Кристгауа, „Скидање песме 'Old Town Road' са кантри лествице ми се једноставно чини расистичким, јер кантри радио остаје расистички, без обзира на Дарија Ракера и Кејна Брауна, за које има места.” Још један портпарол Billboard-а рекао је Genius-у, „Одлука Billboard-а да повуче песму са кантри лествице није имала апсолутно никакве везе са расом уметника.” Упркос томе што је уклоњена са главне лествице, Country Songs, песма се нашла на лествици Country Airplay Billboard-а, где је дебитовала на 53, а касније је достила 50. место. Као одговор, извршни директор Sony Music Nashville-а, Ранди Гудман, рекао је за Billboard да је његов тим почео да тестира песму на неким тржиштима кантри радија, додајући да би „било немарно не погледати је”. у мају 2019, питања расизма у култури кантри музике поново су се појавила када је Wrangler најавио своју колекцију Lil Nas X, а неки потрошачи су запретили бојкотом. Медији су такође приметили да песма скреће пажњу на историјско културно брисање Афроамериканаца како из кантри музике, тако и из доба дивљег запада.
Звезда кантри музике, Били Реј Сајрус, подржао је „Old Town Road” и постао је истакнути вокал у ремиксу из априла 2019, првом од неколико. Истог месеца, Lil Nas X оборио је Дрејков рекорд за највише америчких стримова једне песме у једној недељи, са 143 милиона стримова за недељу која се завршава 11. априла, надмашивши Дрејкову песму „In My Feelings”, која је имала 116,2 милиона стримова за недељу у јулу 2018; од августа 2019. стримовано је више од милијарду репродукција само на Spotify-у. У мају 2019, објављен је видео и од августа 2019. има преко 370 милиона прегледа. Мајкл Арсно из NBC News-а написао је: „У доба друштвених медија, Lil Nas X вероватно је прва звезда кросовера на микро платформама.”
Lil Nas X објавио је 21. јуна 2019. свој дебитантски EP, под називом 7.  дебитовао је на другом месту лествице Billboard 200. Дана 23. јуна 2019, Lil Nas X наступио је са Сајрусом на BET додели награда. Дана 30. јуна, Lil Nas X дебитовао је на међународном нивоу на највећем гринфилд фестивалу на свету, годишњем британском Гластонбери фестивалу, када су он и Били Реј Сајрус наступили изненадно и придружили се Мајли Сајрус за песму, пре него што је соло извео свој нови сингл „Panini” на сету који се види на националном нивоу на BBC-у. Истог дана, Lil Nas X постао је број један највидљивијих црначких квир мушких певача, када се аутовао као геј. Ово је било посебно значајно за извођача у кантри и хип хоп жанровима, од којих оба наглашавају мачизам и „историјски притискају квир извођаче”. Црначки квир мушки извођачи у хип хопу, који су постали прихваћени, вероватно су започели 2012. године, када се Френк Оушен аутовао, пре објављивања албума Channel Orange. Rolling Stone премијерно је представио Rolling Stone Top 100 почетком јула, са три песме Lil Nas X-а: „Rodeo” са Карди Би на четвртом; и „Old Town Road” на првом месту на лествици.

### 2020—данас:
Дана 7. јула 2020, Lil Nas X открио је да је његов деби албум „скоро завршен”. Такође је изјавио да ради на микстејпу и позвао продуценте да предају своје битове за своју нову музику. Дана 10. јула, објавио је део песме „”. Дана 8. новембра 2020, најавио је нови сингл, „Holiday”, који је објављен 13. новембра. На Roblox-у одржан је концерт за промоцију сингла Lil Nas X-a, са артиклима везаним за Lil Nas X у продавници аватара игре. Сингл је дебитовао на 37. месту на лествици Billboard Hot 100, док је музички спот за песму скупио десетине милиона прегледа у првих неколико недеља од објављивања.
У јануару 2021, објавио је књигу за децу, C Is for Country. Следећег месеца, објавио је преглед песме „Montero (Call Me by Your Name)” у реклами за Супербоул LV. Песма је званично објављена 26. марта 2021. године, заједно са пратећим музичким спотом. Истог дана, Lil Nas X открио је да ће његов деби албум носити име Montero, а да ће бити објављен средином 2021. Видео је изазвао оштре реакције. Песму су многи видели као израз квира, иако су истакнуте конзервативне и хришћанске личности потуживале Хила за светогрђе и обожавање ђавола. Упркос контроверзама, „Montero (Call Me by Your Name)” дебитовао је на првом месту лествице , поставши други сингл Lil Nas X-a на врху лествице и трћи сингл међу првих десет.
Дана 29. марта 2021, Lil Nas X удружио се са њујоршким уметничким колективом, MSCHF, како би издао модификовани пар ципела Nike Air Max 97, под називом Сотонине ципеле, који се може видети на Сотониним ногама у музичком видеу који се користи за промоцију објављивања песме „”. Ципеле су црно-црвене са бронзаним пентаграмом, испуњене „60 грама и једном капи људске крви”. Направљено је само 666 пари по цени од 1.018 долара. Nike је изјавио да нису били укључени у стварање и промоцију ципела, и да не подржавају поруке Lil Nas X-а или MSCHF-а. Предузеће је поднело тужбу против MSCHF-a у савезном суду у Њујорку. Дана 1. априла, судија је издао привремену забрану приласка којом је блокирана продаја и дистрибуција ципела до изрицања прелиминарне мере.  одговорио је на тужбу мимом на Twitter-у, који га приказује као лика Лигњослава, бескућника који проси за новац.
Након контроверзи око његове претходне песме и њене промоције, Lil Nas X је 21. маја 2021. године објавио интроспективнији сингл, „”, у коме размишља о својим борбама са малтретирањем и помирењу са својом хомосексуалношћу у свом одрастању. Дан касније, извео је песму заједно са песмом „Montero (Call Me by Your Name)” у серији Уживо суботом увече, где је доживео квар у гардероби током рутинског плеса на шипци, када се шав панталона расцепио, па није могао да је доврши како треба. Lil Nas је 29. јуна објавио промотивни видео свог деби албума, завршавајући га текстом, Montero, the Album. Такође је објавио исечак песме која је раније представљена, под називом „Industry Baby”.
Дана 16. јула, Lil Nas X објавио је видео на TikTok-у, тврдећи да је три дана касније имао предстојеће судско саслушање у вези с Сатаниним ципелама. Међутим, 19. јула 2021, објавио је лажну верзију правог дебакла на YouTube-у, рекламирајући свој нови сингл „Industry Baby”. Песма је објављена 23. јула, на којој је репер Џек Харлоу, у продукцији Кање Веста и Take a Daytrip-а. Песма је дебитовала на другом месту лествице Billboard Hot 100 и достигла је прво место на лествици за крај недеље 23. октобра 2021. године, поставши четврти сингл Lil Nas X-a у првих десет и трећи број један.
Montero је објављен 17. септембра 2021, заједно са својим четвртим синглом, „Thats What I Want”.

## Приватни живот
Почетком јуна 2019, Lil Nas X аутовао се својој сестри и оцу и осетио је да „му је то свемир сигнализовао”, упркос неизвесности да ли ће његови обожаваоци остати уз њега или не. Дана 30. јуна 2019. године, последњег дана Месеца поноса, Lil Nas X се јавно аутовао као геј, твитујући: „Неки од вас већ знају, некима од вас је свеједно, неке од вас више нећу занимати, али пре краја овог месеца желим да сви пажљиво слушате c7osure. 🌈🤩✨” Твит је потврдио раније сумње када је то први пут назначио у својој песму „c7osure”. Rolling Stone је приметио да песма „додирује теме као што су чистоћа, одрастање и прихватање себе”. Следећег дана поново је твитовао, овог пута истичући зграду у дугиним бојама на омоту свог EP-а, 7, са натписом „озбиљно мислим да сам то учинио очигледним”. Био је недвосмислен у интервјуу неколико дана касније за BBC Breakfast, где је изјавио да је хомосексуалац и да разуме да његова сексуалност није лако прихваћена у кантри или реп музичким заједницама.
Реакција на вест била је углавном позитивна, али је такође изазвала велику количину хомофобних реакција на друштвеним медијима, на шта је реаговао и Lil Nas X. Реакција је такође дошла из хип-хоп заједнице, скрећући пажњу на хомофобију у хип-хоп култури. У јануару 2020. године, репер Pastor Troy изјавио је хомофобне коментаре о одећи коју је Lil Nas X носио током доделе награда Греми, на шта је Lil Nas X одговорио: „Проклетство, добро изгледам на тој слици о богу.”

## Дискографија
- (2021)

## Филмографија

### Телевизија
| Година | Српски назив        | Изворни назив | Улога | Напомене                  |
| ------ | ------------------- | ------------- | ----- | ------------------------- |
| 2021.  | Уживо суботом увече |               | себе  | музички гост (1. епизода) |
| 2021.  | Дејв                |               | себе  | епизода: „Дејв”           |